# Connaught Square

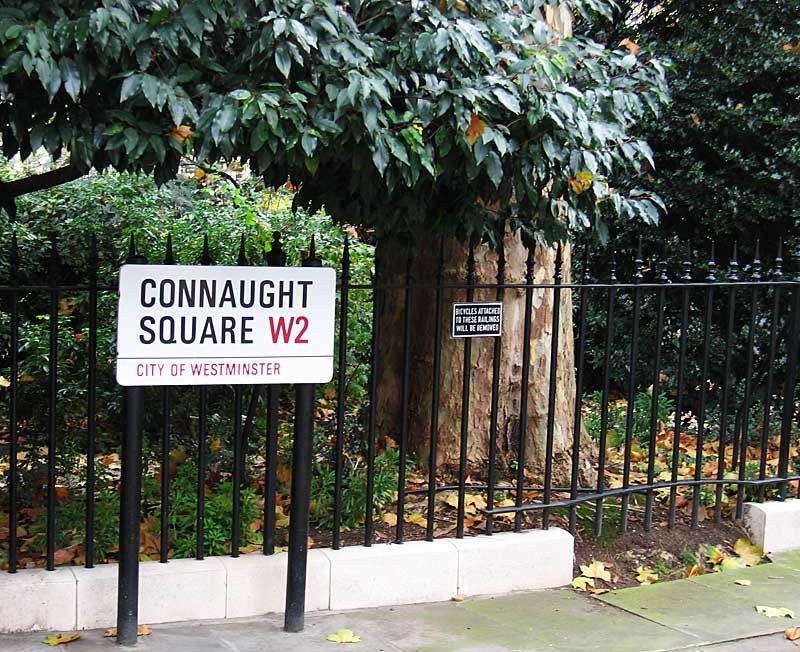
Tablica Connaught Square

Connaught Square – plac w centralnym Londynie (Anglia), znajdujący się w granicach City of Westminster, na północ od Hyde Parku. Najbardziej znany jako miejsce zamieszkania byłego premiera Wielkiej Brytanii Tony'ego Blaira. 
Nazwa placu pochodzi od Wilhelma Fryderyka Hanowerskiego,  księcia Gloucester i Edynburga, oraz hrabiego Connaught. W momencie powstania placu książę mieszkał w pobliżu.

## Historia
Connaught Square powstał w latach 20. XIX wieku, w miejscu, w którym kilka lat wcześniej znajdowało się "drzewo Tyburn" (ang. Tyburn Tree) lub "szubienica Tyburn" (ang. Tyburn gallows), główne miejsce egzekucji w latach 1388-1783.
Obszar ten był częścią dużego majątku należącego do biskupa Londynu (nadal w posiadaniu komisarzy kościelnych). W 1795 roku uzyskał on uprawnienia dzierżawy budynków i zlecił rzeczoznawcy Samuelowi Cockerellowi sporządzenie planu zagospodarowania obszaru. Był to pierwszy plac zbudowany przez Hyde Park Estate. Projekty budynków wykonał architekt Thomas Allason, a budowa większości z nich została ukończona do roku 1828.

## Znani rezydenci
- Tony Blair z rodziną mieszka przy 29 Connaught Square od 2004 roku,
- Maria Taglioni – włoska tancerka, w latach 1875-76 mieszkała pod 14 Connaught Square,
- Nigel Balchin – angielski pisarz i scenarzysta,
- Octavius Sturges – brytyjski lekarz, pediatra,
- Paul Oakenfold – brytyjski producent muzyczny,
- Claudia Winkleman – prezenterka telewizyjna,
- Nina de Roy – prezenterka telewizyjna.